# Kleine Eusebiuskerk

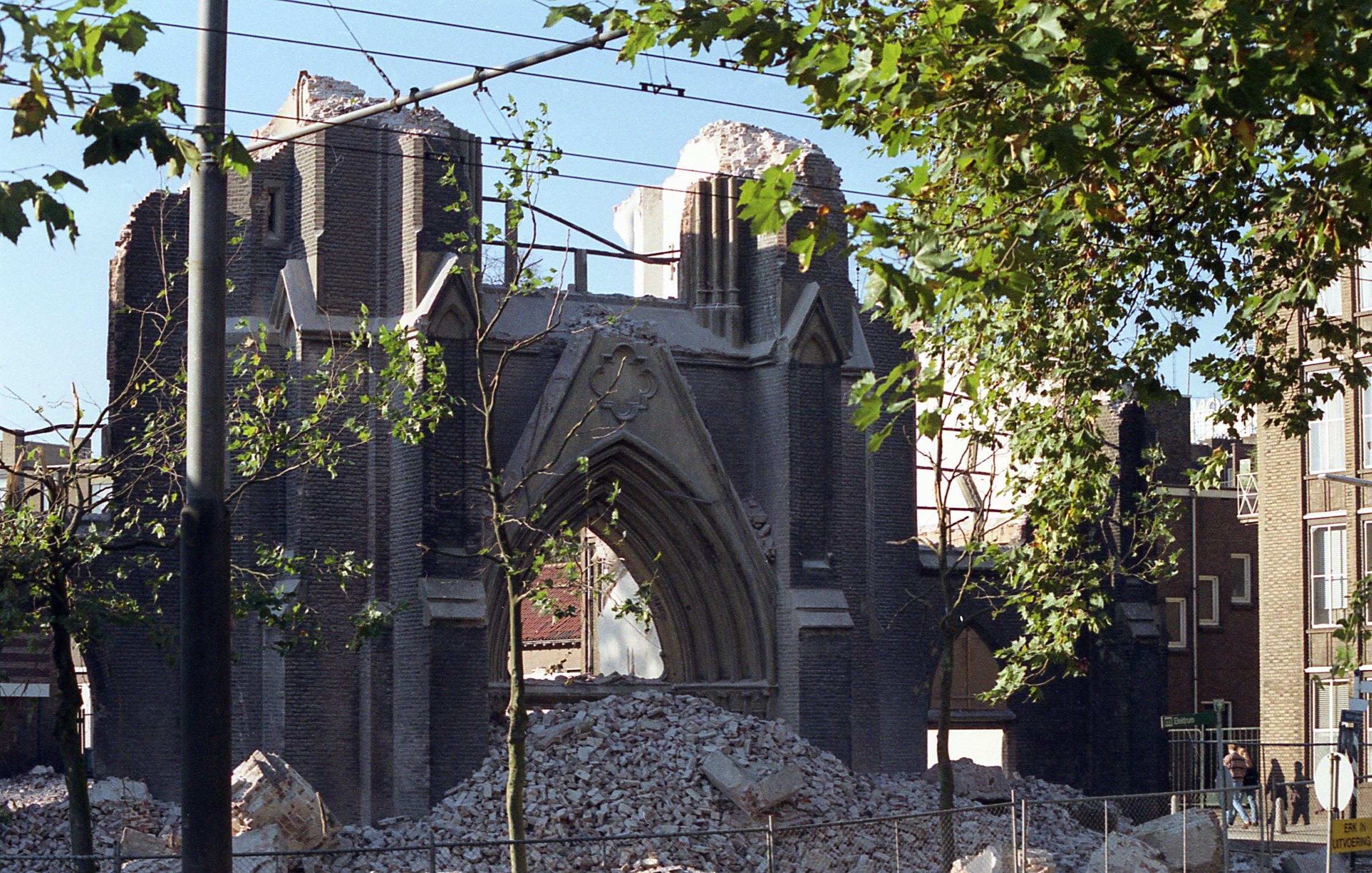

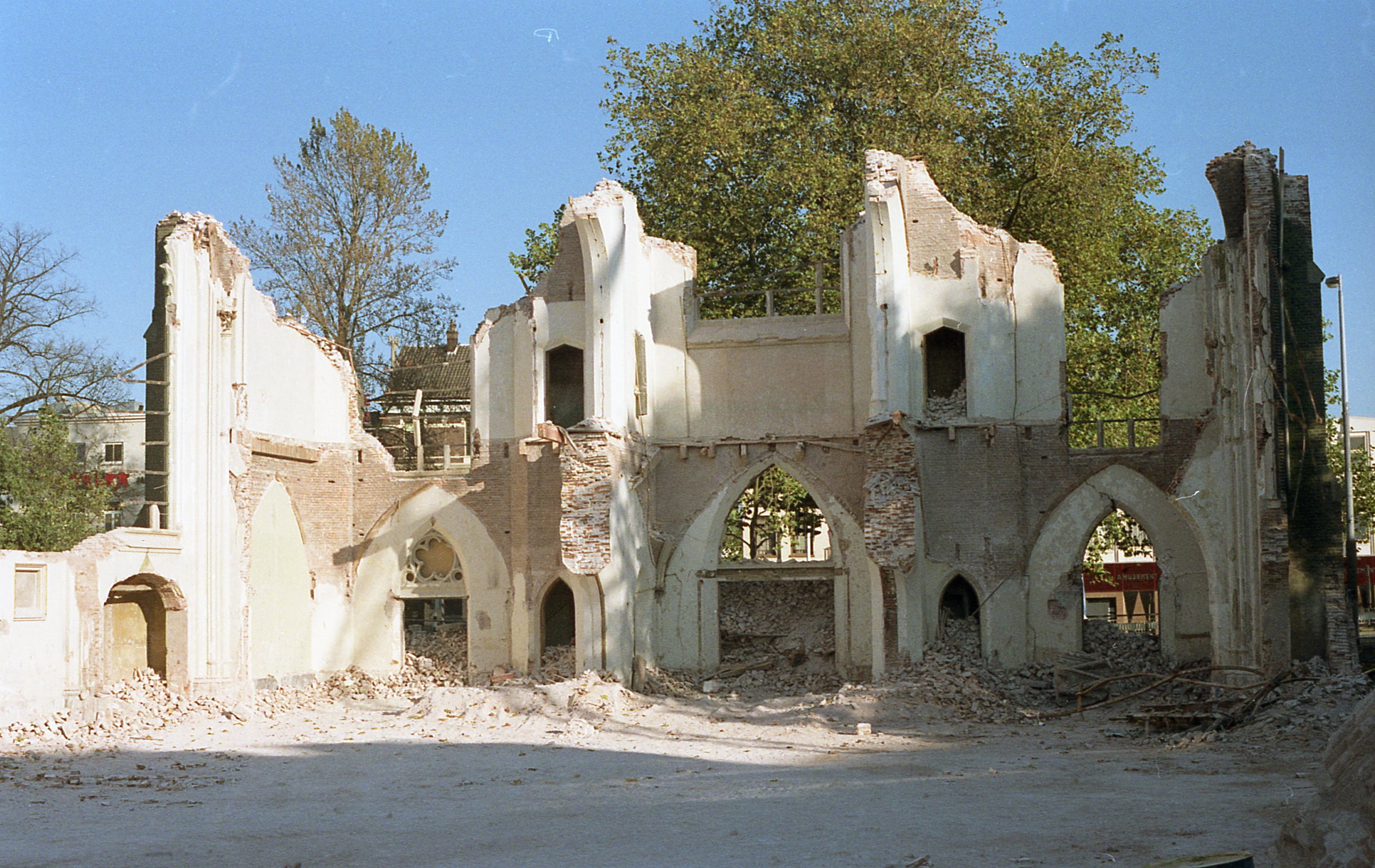

De Sint-Eusebiuskerk was een rooms-katholieke kerk aan het Nieuwe Plein 11 in Arnhem. De kerk werd ook Kleine Eusebius genoemd, ter onderscheid van de protestantse Sint-Eusebiuskerk of Grote Kerk aan het Kerkplein.
De kerk werd in 1864-1865 gebouwd voor de Sint-Eusebiusparochie. Architect H.J. van den Brink ontwierp een driebeukige hallenkerk in neogotische stijl. Het was een van de belangrijkste ontwerpen van Van den Brink en daarmee ook een belangrijk voorbeeld van de stucadoorsgotiek, die tot circa 1870 werd toegepast. 
Tijdens de gevechten in de Tweede Wereldoorlog raakte de kerk beschadigd. Op een raam na werden alle glas-in-loodramen verwoest en werden na de oorlog vervangen. 
De Eusebiuskerk werd in 1985 wegens teruglopend kerkbezoek gesloten. De kerk werd verkocht aan de gemeente Arnhem en in 1990 gesloopt om plaats te maken voor een 83 meter hoge kantoor- en woontoren ontworpen door Rem Koolhaas. Dit plan stuitte echter op veel verzet van omwonenden, waardoor het terrein van de afgebroken kerk jarenlang braak bleef liggen. Sinds 2013 ligt hier het Coehoornpark. 
De zilveren reliekbuste van Sint-Eusebius en het Gradussen-orgel zijn overgebracht naar de Sint-Walburgiskerk in Arnhem. Het glas-in-lood Bevrijdingsraam dat in 1950 was gemaakt door Joop Janssen werd herplaatst in de Grote Eusebiuskerk.